# Bernard Lemarié
Pour les articles homonymes, voir Lemarié (homonymie).
Bernard Lemarié, né le 30 juillet 1913 à Caulnes (Côtes-du-Nord) et mort, dans la même commune, le 24 avril 1996, est un homme politique français.

## Mandats
- 1945 - 1988 : conseiller général des Côtes-du-Nord, élu du canton de Caulnes
- 1947 - 1983 : maire de Caulnes
- 28 avril 1959 - 23 septembre 1962 : Sénateur des Côtes-du-Nord